# Jan Kromkamp
Jan Kromkamp (* 17. srpna 1980, Makkinga, Nizozemsko) je bývalý nizozemský fotbalový obránce, který svou hráčskou kariéru ukončil v červnu 2013 v nizozemského klubu Go Ahead Eagles.

## Klubová kariéra
Začínal jako záložník, ale pod vedením trenéra Co Adriaanseho našel svou pozici na pravém okraji obrany. Góly ale nezapomněl dávat, patří ke střelecky disponovaným obráncům.
Kromkamp náleží k nové generaci nizozemských hráčů, kteří vešli do povědomí díky nominaci do národního týmu Marcem van Bastenem. Svůj debut měl Kromkamp 18. srpna 2004 proti Švédsku, zápas tehdy skončil nerozhodně 2:2. V následující sezóně se stal stálým členem reprezentace i svého někdejšího týmu AZ Alkmaar.
Po výborných výsledcích, které dosáhl v AZ se na začátku sezóny 2005/06 rozhodl odejít do španělského týmu Villarreal CF. Dlouho ale v týmu nepobyl 29. prosince 2005 se stěhoval do Liverpoolu výměnou za Josemiho. Svůj debut v Premier League měl o pár dní později 7. ledna v pohárovém zápase, který Liverpool vyhrál 5:3, ale poté se do sestavy dostával spíše sporadicky.
Během krátkého působení v Liverpoolu se výrazněji neprosadil, upozornil na sebe jen v pohárových zápasech a ačkoli byl jednou z tváří Liverpoolu pro novou sezónu 2006/07 byl 31. srpna prodán do PSV Eindhoven.
23. června 2013 oznámil konec kariéry kvůli chronickým problémům s koleny.

## Reprezentace
Krátce po Kromkampově přestupu do Liverpoolu přiznal nizozemský reprezentační trenér Marco van Basten, že by jej raději viděl v jiném týmu, kde by měl stálé místo v sestavě a hrál by pravidelně, čímž označil jeho přestup za chybný tah v jeho kariéře.
Přestože van Basten kritikou nikterak nešetřil, povolal jej do nominace na mistrovství světa ve fotbale v roce 2006, Kromkamp poté v médiích prezentoval svůj vděk van Bastenovi, ačkoli si v žádném zápase nezahrál.

## Úspěchy

### Klubové
Liverpool FC
- 1× vítěz FA Cupu (2005/2006)

PSV Eindhoven
- 2× vítěz Eredivisie (2006/2007, 2007/2008)